# 桜島ユースホステル
桜島ユースホステル（さくらじまユースホステル）は鹿児島県鹿児島市桜島横山町にあった鹿児島市営のユースホステル。公営ユースホステルペアレント全国協議会に加盟していた。2020年3月31日に閉館。
近隣に同じく鹿児島市が運営する国民宿舎レインボー桜島および民間の国民宿舎溶岩ロッジがあるが、どれも建物、サービス及び料金は全く異なる。

## 設備
- 鉄筋3階建て（大広間、食堂、会議室）
- 全室冷暖房・テレビ完備
- 温泉（赤褐色食塩泉の天然温泉大浴場）
- 卓球台
- 洗濯機（100円/回、洗剤30円）・乾燥機（100円/回）
- 駐車場
- レンタル自転車（200円/日）
- 周辺にスポーツ施設（桜島総合体育館及び溶岩グラウンド）あり
- 周辺にスーパーマーケット（エーコープ）あり
- チェックイン14:00、チェックアウト10:00

## アクセス
- 桜島フェリー桜島フェリーターミナル（桜島港）より徒歩10～15分